# Modreformationen
Modreformationen kaldes den bevægelse, der fra midten af 1500-tallet iværksattes af Den romersk-katolske kirke for at imødegå reformationen. Begrebet er normalt brugt af protestanter, mens katolikker omtaler bevægelsen som Den katolske reform.
Modereformationen, der indledtes ved Tridentinerkoncilet i 1545, førte til udrensninger af de nyligt opståede protestantiske menigheder, især i Syd- og Midteuropa og i Nederlandene. Kulturelt førte bevægelsen til en opblomstring, især i den sydeuropæiske kunst, der bl.a. gav sig udslag i barokken.